# Крушевец
Крушевец (болг. Крушевец) — село в Болгарии. Находится в Бургасской области, входит в общину Созопол. Население составляет 928 человек (2022).

## Политическая ситуация
В местном кметстве Крушевец, в состав которого входит Крушевец, должность кмета (старосты) исполняет Руси  Петров Петров (независимый) по результатам выборов правления кметства.
Кмет (мэр) общины Созопол — Панайот Василев Рейзи (коалиция в составе 3 партий; Союз свободной демократии (ССД), Болгарский демократический союз «Радикалы», движение НАШИЯТ ГРАД) по результатам выборов в правление общины.